# Большой Чибирь
Большой Чибирь — деревня в Селтинском районе Удмуртской республики.

## География
Находится в западной части Удмуртии на расстоянии приблизительно 6 км на юг по прямой от районного центра села Селты.

## История
Известна с 1802 года как починок удмуртов. В 1873 году здесь (починок Большой Чибирь или Шактапигурт) было 6 дворов, в 1893 (уже деревня)-16, в 1905 — 19, в 1924 — 28. До 2021 года входила в состав Сюромошурского сельского поселения.

## Население
Постоянное население составляло 7 мужчин (1802), 58 человек (1873), 123 (1893), 165 (1905), 211 (1924), 68 человек в 2002 году (удмурты 100 %), 36 в 2012.